# Joseph Commings
Joseph Commings, né le 29 septembre 1913 à New York et mort le 21 novembre 1992 dans le Comté de Harford dans l’état du Maryland, est un écrivain américain de roman policier, principalement connu pour ses nouvelles construites sur le principe dit de l’énigme en chambre close où apparaît son héros récurrent, le sénateur Brooks U. Banner.

## Biographie
Il participe à la Seconde Guerre mondiale au sein de l’US Air Force où il commence à écrire pour se distraire. Il publie ses premières nouvelles en 1947 dans les pulps (d’abord dans 10-Story Detective, puis dans Ten Detective Aces). À partir de 1957, il signe un contrat avec le magazine Mystery Digest qui fait dès lors paraître la majeure partie de sa production. Il collabore également avec la revue Mike Shayne Mystery Magazine. À la suite du déclin des pulps, il écrit des romans érotiques, puis tombe malade à la fin des années 1970. Il cesse alors d’écrire et se retire dans le comté de Harford où il décède en 1992.
Souvent comparées pour leur qualité à celles John Dickson Carr, les nouvelles de Commings mettent très souvent en scène le sénateur américain Brooks U. Banner et sont construites sur le principe dit de l’énigme en chambre close.

## Œuvre

### Nouvelles
Les nouvelles marquées d'un astérisque (*) ont été traduites en France dans une des anthologies répertoriées ci-bas.

#### SérieSénateur Brooks U. Banner
- Murder Under Glass (1947) *
- Fingerprint Ghost (1947) *
- The Spectre on the Lake (1947) *
- The Black Friars Murders (1948) *
- The Scarecrow Murders (1948) *
- Death by Black Magic (1949) Publié en français sous le titre La Malédiction d’Othello in Les Magiciens du crime, Paris, Minerve, 1990.
- Ghost in the Gallery (1949)
- The Invisible Clue (1950) *
- Serenade to the Killer (1957)
- The Female Animal (1958) *
- The Bewitched Terrace (1959)
- Through the Looking Glass (1959)
- Three Chamberpots (1960)
- Murderer’s Progress (1960) Publié en français sous le titre Jeu de mort in Les Détectives de l’impossible, Paris, Losfeld, coll. Terrain vague, 1991.
- A Lady of Quality (1961) *
- Castanets, Canaries and Murder (1962) *
- The X Street Murders (1962) Publié en français sous le titre Courrier mortel in Vingt mystères de chambres closes, Paris, Losfeld, Terrain vague, 1988.
- Open to Danger (1962)
- Hangman’s House (1962) Publié en français sous le titre Le Bourreau fantôme in Les Détectives de l’impossible, Paris, Losfeld, Terrain vague, 1991.
- Betrayal in the Night (1963) *
- The Giant's Sword (1963)
- The Last Samourai (1963) Publié en français sous le titre Le Dernier Samouraï, in Le Saint détective magazine no 105, Paris, Fayard, novembre 1963.
- The Cuban Blonde (1963)
- The Glass Gravestone (1963) *
- The Moving Finger (1968) *
- Stairway to Nowhere (1979), en collaboration avec Edward D. Hoch
- Nobody Loves a Fat Man (1980)
- Assassination-Middle East (1981)
- Dressed to Kill (1982) *
- Murder of a Mermaid (1982) *
- The Fire Dragon Caper (1984) *
- The Grand Guignol Caper ou The Vampire in the Iron Mask (1984) *
- The Whispering Gallery (2004), publication posthume

#### Autres nouvelles
- Hate Laughs at Locksmiths (1947)
- The Devil's Elbow (1947)
- Bungo Bonanza (1948)
- The Law in Lynch Town (1948)
- Ballyhoo at Bison Basin (1948)
- Desert Rat Showdown (1949)
- Vultures Prey on Easy Pickin's (1949)
- The Devil’s Cousin (1949) Publié en français sous le titre Le Cousin du diable in Les Détectives de l’impossible, Paris, Losfeld, Terrain vague, 1991.
- The Riddle of Hangtree County (1949)
- Manhunt at Timberline (1949)
- Satan Forks a White House (1949)
- I Lost My Ghoulish Figure (1949)
- Memo: Murder (1950)
- The Great Hunger (1950)
- Bones for Davy Jones (1953) Publié en français sous le titre Du mouron pour les petits poissons in Vingt mystères de chambres closes, Paris, Losfeld, Terrain vague, 1988.
- Hot Bullet (1957), publié sous le pseudonyme Monte Craven aux États-Unis Publié en français sous le titre La Balle ensorcelée in Les Magiciens du crime, Paris, Minerve, 1990.
- Paging Mr. Blitzen! (1957)
- Die, Ballerine, Die (1957) Publié en français sous le titre Mort d’une ballerine in Vingt pas dans l’insolite, Nantes, L’Atalante, Insomniaques et ferroviaires no 2, 2005.
- Clay Pigeon (1957)
- The Fraudulent Spirit (1958) Publié en français sous le titre Le Spectre de la terrasse in Les Magiciens du crime, Paris, Minerve, 1990.
- The Cardinal's Candles (1959)
- The Black Book (1960)
- Devils Inheritance (1961)
- The Morgue of Shattered Hopes (1962)
- The Wandering Jew (1963) Publié en français sous le titre Le Juif errant in Vingt pas dans l’insolite, Nantes, L’Atalante, Insomniaques et ferroviaires no 2, 2005.
- Party Girl (1965) Publié en français sous le titre Il ne faut pas jouer avec les poupées, in Le Saint détective magazine no 132, Paris, Fayard, février 1966.

#### Nouvelles signées Monty Craven
- Pioneer Sky-Pilot (1949)
- Trail of the Talking Trees (1949)

### Anthologies de nouvelles publiées en français
- Les Meurtres de l'épouvantail et autres nouvelles Publié dans la collection Rivages/Mystère, no 46, 2002. Comprend huit nouvelles  : Meurtre sous cloche (Murder Under Glass) ; L'Empreinte fantôme (Fingerprint Ghost) ; Le Spectre du lac (The Spectre on the Lake) ; La Légende du moine noir (The Black Friars Murders) ; Les Meurtres de l'épouvantail (The Scarecrow Murders) ; Feu sur le juge (The Invisible Clue) ; Meurtre au champagne (The Female Animal) ; Une dame de qualité (A Lady of Quality).

- Le Vampire au masque de fer et autres nouvelles Publié dans la collection Rivages/Mystère, no 47, 2002. Comprend huit nouvelles : Des canaris pour un pigeon (Castanets, Canaries and Murder) ; Bons Baisers de Transylvanie (Betrayal in the Night) ; Le Tombeau de verre (The Glass Gravestone) ; Message subliminal (The Moving Finger) ; Crime sur mesure (Dressed to Kill) ; Mort d'une sirène (Murder of a Mermaid) ; Chinoiseries à Hong-Kong (The Fire Dragon Caper) ; Le Vampire au masque de fer (The Grand Guignol Caper).

## Sources
- Claude Mesplède (dir.), Dictionnaire des littératures policières, vol. 1 : A - I, Nantes, Joseph K, coll. « Temps noir », 2007, 1054 p. (ISBN 978-2-910-68644-4, OCLC 315873251), p. 461.